# آرامگاه ملا مجدالدین
مقبره ملا مجدالدین ساری مربوط به دوران‌های تاریخی پس از اسلام است و در ساری، خیابان ملا مجدالدین، داخل گورستان ملا مجدالدین واقع شده و این اثر در تاریخ ۱۵ دی ۱۳۱۰ با شمارهٔ ثبت ۱۵۴ به‌عنوان یکی از آثار ملی ایران به ثبت رسیده است.